# Dominic Adiyiah
Dominic Adiyiah (ur. 29 listopada 1989 w Akrze) – ghański piłkarz występujący na pozycji napastnika.

## Kariera klubowa
Adiyiah rozpoczął swoją karierę w Feyenoord Academy i grał tam do 2006. Następnie przeszedł do Heart of Lions, gdzie zdobył 11 bramek w 24 meczach. Adiyiah dołączył następnie w 2008 do Fredrikstad FK, gdzie miał zastąpić byłego napastnika Tarika Elyounoussiego, który został sprzedany do zespołu SC Heerenveen. W dniu 1 października został zakupiony przez A.C. Milan. Norweski klub Fredrikstad FK, otrzymał za niego 1,3 miliona euro. 1 lutego 2011 Adiyiaha wypożyczono do Partizana, a latem 2011 do Karşıyaka SK. W lutym 2012 ponownie został wypożyczony, tym razem do ukraińskiego Arsenału Kijów, a latem został wykupiony przez kijowski klub. Podczas przerwy zimowej Arsenał został rozformowany i piłkarz otrzymał status wolnego klienta. 6 czerwca 2014 podpisał kontrakt z kazachskim FK Atyrau. W 2015 przeszedł do tajskiego Nakhon Ratchasima FC.

## Kariera reprezentacyjna
Od 2008 roku gra w reprezentacji Ghany do lat 20. Zadebiutował w niej 30 marca 2008 w meczu przeciwko reprezentacji Nigru U-20. Wystąpił na Mistrzostwach świata do lat 20 w Egipcie. W finale reprezentacja Ghany U-20 pokonała po rzutach karnych Brazylię, a Adiyiah był jednym ze strzelców rzutu karnego. Z 8 bramkami na koncie został królem strzelców turnieju oraz najwartościowszym piłkarzem turnieju. W 2009 roku zadebiutował w reprezentacji narodowej. W 2010 roku został powołany na Mistrzostwa Świata w Piłce Nożnej 2010.